# Hopea beccariana
Hopea beccariana är en tvåhjärtbladig växtart som beskrevs av William Burck. Hopea beccariana ingår i släktet Hopea och familjen Dipterocarpaceae. Inga underarter finns listade i Catalogue of Life.